# Maria Sorté
Maria Harfuch Hidalgo, mais conhecida como María Sorté, (Camargo, Chihuahua, 11 de maio de 1955), é uma renomada e conhecida atriz e cantora mexicana. É bastante conhecida por protagonizar telenovelas, como: Mi segunda madre, De frente al sol e Más allá del puente, além de atuações como primeira atriz em Entre el amor y el odio, Fuego en la sangre e Mar de amor, todas produzidas pela Televisa.

## Biografia
María nasceu em 11 de maio de 1955 na cidade de Camargo, Chihuahua, sob o nome de Maria Harfuch Hidalgo, filha de Celia Hidalgo e José Harfuch Stefano, de origem árabe.
Mudou-se para o Distrito Federal mexicano para estudar medicina, mas ao prestar o vestibular para a universidade também foi para a academia de atuação de Andrés Soler, onde ficou estudando e foi impulsionado na carreira de atriz.

## Vida pessoal
María era casada com o político Javier Garcia Paniagua, que foi presidente do Partido Revolucionário Institucional em 1981. O casal teve dois filhos: Omar e Adrián. Ela ficou viúva em 1998 depois que seu marido morreu de parada cardíaca. Ele tem 6 netos, três de cada criança.
Após um período de crise emocional e depressão, Maria Sorté converteu-se ao cristianismo assistido pela ex-deputada do PAN, Rosi Orozco, que se tornou sua amiga depois da morte de seu marido.

## Filmografia

### Televisão
| Ano  | Título                        | Personagem                                          | Notas                                     |
| ---- | ----------------------------- | --------------------------------------------------- | ----------------------------------------- |
| 1974 | Mundo de juguete              | —                                                   | Estreia na televisão                      |
| 1975 | Paloma                        | Anita de Mendonza Castello                          |                                           |
| 1978 | El Show de Eduardo II         | Vários personagens                                  |                                           |
| 1979 | Amor prohibido                | —                                                   | Participação especial                     |
| 1980 | Colorina                      | Mirna                                               |                                           |
| 1982 | Por amor                      | Belén                                               |                                           |
| 1983 | El maleficio                  | Patricia Lara de Hoyos                              |                                           |
| 1985 | Abandonada                    | María                                               |                                           |
| 1989 | Mi segunda madre              | Daniela Lorente de Saucedo / de Méndez Dávila       |                                           |
| 1991 | Mujer, casos de la vida real  | María Antónia                                       | Episódio: "No quiero que sufran"          |
| 1992 | De frente al sol              | Alicia Rafaela Sandoval Gatica                      |                                           |
| 1993 | Más allá del puente           | Alicia Rafaela Sandoval Gatica                      |                                           |
| 1995 | Lazos de amor                 | Ela mesma                                           | Episódio: "83"                            |
| 1997 | Mujer, casos de la vida real  | —                                                   | Episódio: "El regalo"                     |
| 1997 | Mujer, casos de la vida real  | Catarina                                            | Episódio: "Nunca es tarde para el perdón" |
| 1997 | El secreto de Alejandra       | María Soler / Alejandra Monasterio                  |                                           |
| 1998 | Mujer, casos de la vida real  | —                                                   | Episódio: "La despedida"                  |
| 1998 | El privilegio de amar         | Vivian del Ángel                                    |                                           |
| 1999 | Cuento de Navidad             | María Iriarte                                       |                                           |
| 2000 | DKDA: Sueños de juventud      | Rita Martínez                                       |                                           |
| 2000 | Mi destino eres tú            | Amparo Calderón de Rodríguez                        |                                           |
| 2001 | Mujer bonita                  | Sol                                                 |                                           |
| 2001 | Mujer, casos de la vida real  | —                                                   | Episódio: "El dolor de la belleza"        |
| 2001 | Sin pecado concebido          | Amparo Ibáñez                                       |                                           |
| 2002 | Entre el amor y el odio       | María Magdalena Moreno                              |                                           |
| 2003 | Amor real                     | Rosaura                                             |                                           |
| 2004 | Mujer, casos de la vida real  | —                                                   | Episódio: "Días grises"                   |
| 2004 | Mujer de madera               | Celia de Gómez                                      |                                           |
| 2005 | Don Francisco Presenta        | Ela mesma                                           |                                           |
| 2005 | La hora pico                  | Vários Personagens                                  | Episódio: "Invitada María Sorté"          |
| 2006 | La verdad oculta              | Yolanda Rey Ávilla                                  |                                           |
| 2006 | Amar sin límites              | Clemencia Huerta de Morán                           |                                           |
| 2008 | Fuego en la sangre            | Eva Rodríguez                                       |                                           |
| 2009 | Mujeres asesinas              | María González                                      | Episódio: "María, pescadera"              |
| 2009 | Tiempo final                  | Liliana Arizmendi                                   | Episódio: "El funeral"                    |
| 2009 | Mar de amor                   | Aurora de Ruiz                                      |                                           |
| 2012 | El albergue                   | Esperancita                                         |                                           |
| 2012 | Amor bravío                   | Amanda Jiménez Ulloa                                |                                           |
| 2013 | La Tempestad                  | Beatriz Vda. de Reverte                             |                                           |
| 2015 | Que te perdone Dios           | Helena Fuentes Vda. de López-Guerra                 |                                           |
| 2016 | Corazón que miente            | Carmen Oceguera                                     |                                           |
| 2017 | Como dice el dicho            | Evangelina                                          | Episódio: "Al que madruga, Dios lo ayuda" |
| 2019 | Soltero con hijas             | Úrsula Pérez Vda. de García                         |                                           |
| 2021 | Diseñando tu amor             | Consuelo Morales Vda. de Casanova / Vda. de Barrios |                                           |
| 2023 | Vencer la culpa               | Amanda Cardenal Pedrega Vda. de Govea               |                                           |
| 2024 | Las hijas de la señora García | Ofelia García                                       |                                           |

### Cinema
| Ano  | Título                              | Personagem              | Notas                 |
| ---- | ----------------------------------- | ----------------------- | --------------------- |
| 1976 | Zona Roja                           |                         |                       |
| 1978 | Los triunfadores                    |                         |                       |
| 1978 | No tiene la culpa el Indio          | Viuda                   |                       |
| 1979 | Mexicano hasta las cachas           | Mauro's Wife            |                       |
| 1979 | El fuego de mi ahijada              |                         |                       |
| 1981 | El testamento                       | Martha                  |                       |
| 1982 | El barrendero                       | Chipinita               |                       |
| 1983 | Con el cuerpo prestado              | Carlota Beltrán         |                       |
| 1985 | El embustero                        |                         |                       |
| 1985 | El hombre de la mandolina           |                         |                       |
| 1986 | Como si fuéramos novios             | Mamá                    |                       |
| 1986 | El hijo del viento                  | Ana Luisa               |                       |
| 1990 | La jaula de la muerte               |                         |                       |
| 1993 | Un ángel para los diablillos        | Aurora; Isabel Martinez |                       |
| 1996 | En Las Manos De Dios                |                         | Escritora e produtora |
| 2000 | Religión, la fuerza de la costumbre |                         |                       |
| 2000 | Milenio, el principio del fin       |                         |                       |
| 2000 | Drogadicto                          |                         |                       |
| 2005 | La hacienda del terror              |                         |                       |
| 2006 | Bienvenido paisano                  | Cenobia                 |                       |
| 2011 | La estampa del escorpión 2          | Doña María              |                       |
| 2013 | Siete años de matrimonio            | Edna                    |                       |

## Teatro
- Dios mío, hazme Viuda por favor
- Mujeres de Ceniza
- La Ronda de las Arpías
- La Suerte de la Consorte
- Nosotras que nos Queremos Tanto
- Amadeus
- La Muchacha sin Retorno
- Aviéntate Amor Mío
- Cada quien su Vida
- Antonia

## Discografia
- Siempre tuya (2000)
- Me muero por estar contigo (1995)
- De telenovela (1995)
- Grandes éxitos de telenovela (1994)
- Vuelve otra vez (1993)
- Más que loca (1992)
- Te voy a hacer feliz (1990)
- Pensando en ti (1989)
- Conquístame (1987)
- Yo quiero ser siempre tuya (1986)
- Espérame una noche (1984)

## Prêmios e Indicações
| Ano  | Festival                                                | Categoría                              | Nomeacões                 | Resultado |
| ---- | ------------------------------------------------------- | -------------------------------------- | ------------------------- | --------- |
| 1980 | Diosas de Plata de los Periodistas de Cinema de México  | Melhor Atriz                           | Mexicano hasta las cachas | Venceu    |
| 1983 | Diosas de Plata de los Periodistas de Cinema de México  | Melhor Atriz Coadjuvante               | El barrendero             | Venceu    |
| 1990 | Premios TVyNovelas                                      | Melhor Atriz Protagonista              | Mi segunda madre          | Venceu    |
| 1993 | Premios TVyNovelas                                      | Melhor Atriz Protagonista              | De frente al sol          | Venceu    |
| 1993 | Prêmio ACE de Nova York                                 | Melhor Atriz Protagonista em Televisão | De frente al sol          | Venceu    |
| 1993 | Prêmio El Heraldo de México                             | Melhor Atriz                           | De frente al sol          | Venceu    |
| 2002 | Premios TVyNovelas                                      | Melhor Atriz Co-Protagonista           | Sin pecado concebido      | Indicada  |
| 2003 | Prêmio INTE                                             | Melhor Atriz Coadjuvante               | Entre el amor y el odio   | Indicada  |
| 2007 | Premios TVyNovelas                                      | Melhor Primeira Atriz                  | Amar sin límites          | Indicada  |
| 2008 | Prêmios TV Adicto Golden Awards                         | Melhor Primeira Atriz                  | Fuego en la sangre        | Venceu    |
| 2009 | Prêmio ACE de Nova York                                 | Melhor Atriz Coadjuvante               | Fuego en la sangre        | Venceu    |
| 2011 | Premios TVyNovelas                                      | Melhor Primeira Atriz                  | Mar de amor               | Indicada  |
| 2017 | Premios TVyNovelas                                      | Melhor Atriz Coadjuvante               | Corazón que miente        | Indicada  |
| 2017 | Prêmios de la Agrupación de Periodistas Teatrales (APT) | Prêmio Especial de Melhor Atriz        | Mujeres de ceniza         | Venceu    |

## Ligações Externas
- Maria Sorté. no IMDb.
- María Sorté em Alma Latina